# Cal Montserrat
Cal Montserrat és una obra de Castellví de la Marca (Alt Penedès) inclosa a l'Inventari del Patrimoni Arquitectònic de Catalunya.

## Descripció
Cal Montserrat és un conjunt de construccions situat en una zona propera al nucli de La Múnia. L'edifici més important és la masia, formada per planta baixa, un pis i golfes. Hi ha altres construccions annexes, entre les quals són remarcables els magatzems d'una sola planta, de maó vist i utilització del llenguatge modernista. El conjunt es completa amb una tanca amb portal d'accés.

## Història
L'origen de la masia pot situar-se al segle xviii (hi ha una inscripció del 1709). Els magatzems i la tanca corresponen a finals del segle passat, d'acord amb la inscripció (1899) de la porta d'accés al conjunt i amb l'estètica modernista emprada.